# Anónima de asesinos
Anónima de asesinos es una película de acción, crimen y espías de 1965 dirigida por Juan de Orduña con un reparto internacional.

## Argumento
Un agente de la CIA es asesinado por desconocidos en Roma justo cuando está a punto de exponer a un topo de sus propias filas que proporciona información al enemigo. Luego, la CIA envía a Nick Collins y, por sugerencia del mismo, a Jerry Land para capturar al traidor y conseguir un microfilme importante con planes secretos de construcción de un motor de iones recientemente desarrollado.
Su investigación los lleva a Roma, Madrid y Beirut, donde Jerry cae temporalmente en manos de una organización de gánsteres que no rehúye la brutalidad y la mezquindad. Su oponente resulta ser un astuto e inteligente jefe de una red de espionaje de fábrica, cuya gente está persiguiendo el microfilme y que creen encontrar en Jerry.
Después de que Nick es eliminado, Jerry tiene que defenderse de los gánsteres solo, pero eso no le impide coquetear con un atractiva mujer, Solange Dubonet, entre todas las palizas y tiroteos, solo para ser revelado que Nick, el socio de Jerry, fingió su muerte, y es en realidad el traidor y el verdadero hombre detrás de la red de espionaje. Con la ayuda de la policía libanesa, Jerry finalmente puede acabar con la organización criminal.

## Reparto
- Wayde Preston: Jerry Land.
- Reinhard Kolldehoff: Nick Collins.
- Helga Sommerfeld: Solange Dubonet.
- Antonio Durán: John Parker.
- Gianni Rizzo: Stephanopoulos.
- Kai Fischer: Fawzia, la criada.
- Noé Murayama: Mr. Wong.
- Franco Fantasia: Boris.
- Pamela Tudor: Yasmine.
- Lisa Halvorsen: Lyda.